# Republic F-105 Thunderchief
Рипаблик Ф-105 «Тандерчиф» («Громовержец») (англ. Republic F-105 Thunderchief) — американский одноместный истребитель-бомбардировщик второго поколения. 
Ф-105 «Громовержец» разрабатывался как носитель ядерного оружия. Сыграл значительную роль в американской войне во Вьетнаме, по результатам которой его отказались использовать в каких либо других боевых действиях.

## История создания
Исследования по проекту будущего Ф-105 были начаты в 1951 году фирмой Рипаблик Авиэйшн (Republic Aviation), специализировавшейся на создании тяжелых истребителей-бомбардировщиков (P-47 «Тандерболт», F-84 «Тандерджет», F-84F «Тандерстрик»). Самолёт предназначался для маловысотного прорыва ПВО СССР с нанесением ядерного удара и должен был заменить в этой роли F-84F. Фактически, конструирование велось вокруг внутреннего бомбового отсека и двигателя. Конструкторскими работами руководил известный американский авиаконструктор Александр Картвели.
Первый полёт опытный образец YF-105A совершил 22 октября 1955 года, превысив при этом скорость звука.
В марте 1956 года ВВС США заключили с «Рипаблик Авиэйшн» контракт на поставку первых серийных F-105B. В том же году самолёт получил своё официальное название «Тандерчиф» (с англ. — «Громовержец»). На этот момент эта машина была самым большим одноместным боевым самолётом в мире.

## Производство
Всего было построено 833 «Тандерчифа», серийное производство прекратилось в 1964 году. ВВС США намеревались заказать не менее полутора тысяч самолётов, однако эти планы были пересмотрены в связи с принятием на вооружение унифицированного истребителя-бомбардировщика ВВС и ВМС США F-4.
После начала войны во Вьетнаме (март 1965) рассматривался вопрос возобновления производства F-105D, однако решение так и не было принято.

## Модификации
- YF-105A — опытный прототип. Построено 2 машины.
- YF-105B — опытный самолёт. Построено 4 машины.
- JF-105B — экспериментальный самолёт. 3 машины переоборудованы из RF-105B.
- F-105B — первая серийная модификация. Построено 75 машин.
- RF-105B — разведывательный самолёт. Построено 3 опытные машины, серийно не строился.
- F-105C — двухместный учебно-тренировочный самолёт. Серийно не строился.
- F-105D — наиболее массовая модификация, отличавшаяся от F-105B более мощным двигателем и новой системой управления огнём, позволявшей действовать в любых погодных условиях. Первый полёт — 9 июня 1959 года. Построено 610 машин.
- F-105E — двухместный учебно-тренировочный самолёт. Серийно не строился.
- RF-105D — разведывательный самолёт. Серийно не строился.
- F-105F — двухместный учебно-боевой самолёт. Первый полёт — 11 июня 1963 года. Построено 143 машины.
- EF-105F — двухместный самолёт «Дикая ласка» II, часто называемый просто F-105F. Построено 86 машин.
- F-105G — двухместный самолёт РЭБ «Дикая ласка» III, оснащённый станцией постановки помех. Переоборудована 61 машина из F-105F и EF-105F.

## Эксплуатация
Первые F-105B начали поступать в 355-ю тактическую истребительную эскадрилью в мае 1958 года. Первая эскадрилья F-105 достигла боеготовности к середине 1959 года. К началу 1960-х годов «Тандерчиф» являлся основным тактическим ударным самолётом ВВС США, предназначенным в первую очередь для доставки ядерного оружия. В этой роли F-105 были развернуты в Западной Германии, Японии, Испании, Турции, Южной Корее, Ливии.
Основным оружием считались тактические ядерные бомбы B28 и В43 — одна бомба размещалась во внутреннем бомбовом отсеке.
В начале 1960-х годов отношение ВВС США к роли тактических боевых самолётов несколько изменилось, и F-105 были приспособлены к несению обычных («железных» по американской терминологии) авиабомб. Самолёты ранней модификации F-105B состояли на вооружении всего двух эскадрилий и были полностью заменены более совершенными F-105D к 1964 году.
4 апреля 1965 года вьетнамским лётчики Фам Гиай, Ле Минь Хуан, Чан Нгуен Нам и Чан Хань, на истребителях МиГ-17Ф в воздушном бою сбили над мостом Тхань Хоа «Пасть дракона» два Ф-105Д. В честь этой победы в Северном Вьетнаме был учрежден праздник «День авиации».
После прекращения бомбардировок Северного Вьетнама в 1968 году «Громовержцы» стали быстро выводиться из боевых эскадрилий, заменяясь на F-4.
С окончанием Вьетнамской войны в эксплуатации осталось очень небольшое число F-105, в основном в эскадрильях ВВС Национальной гвардии. Однако официальное снятие самолёта с вооружения ВВС США произошло только в июле 1980 года, а с вооружения летных частей Резерва ВВС — в 1984 году.
На сегодняшний день в мире не существует летающих F-105, однако многие самолёты этого типа являются экспонатами в авиационных музеях США, а в качестве памятников находятся на американских авиабазах за рубежом.

### Рекорд скорости
11 декабря 1959 года бригадный генерал Джозеф Мур установил на F-105B мировой рекорд скорости полёта по замкнутому 100-километровому маршруту — 1958 км/ч.

## Боевое применение

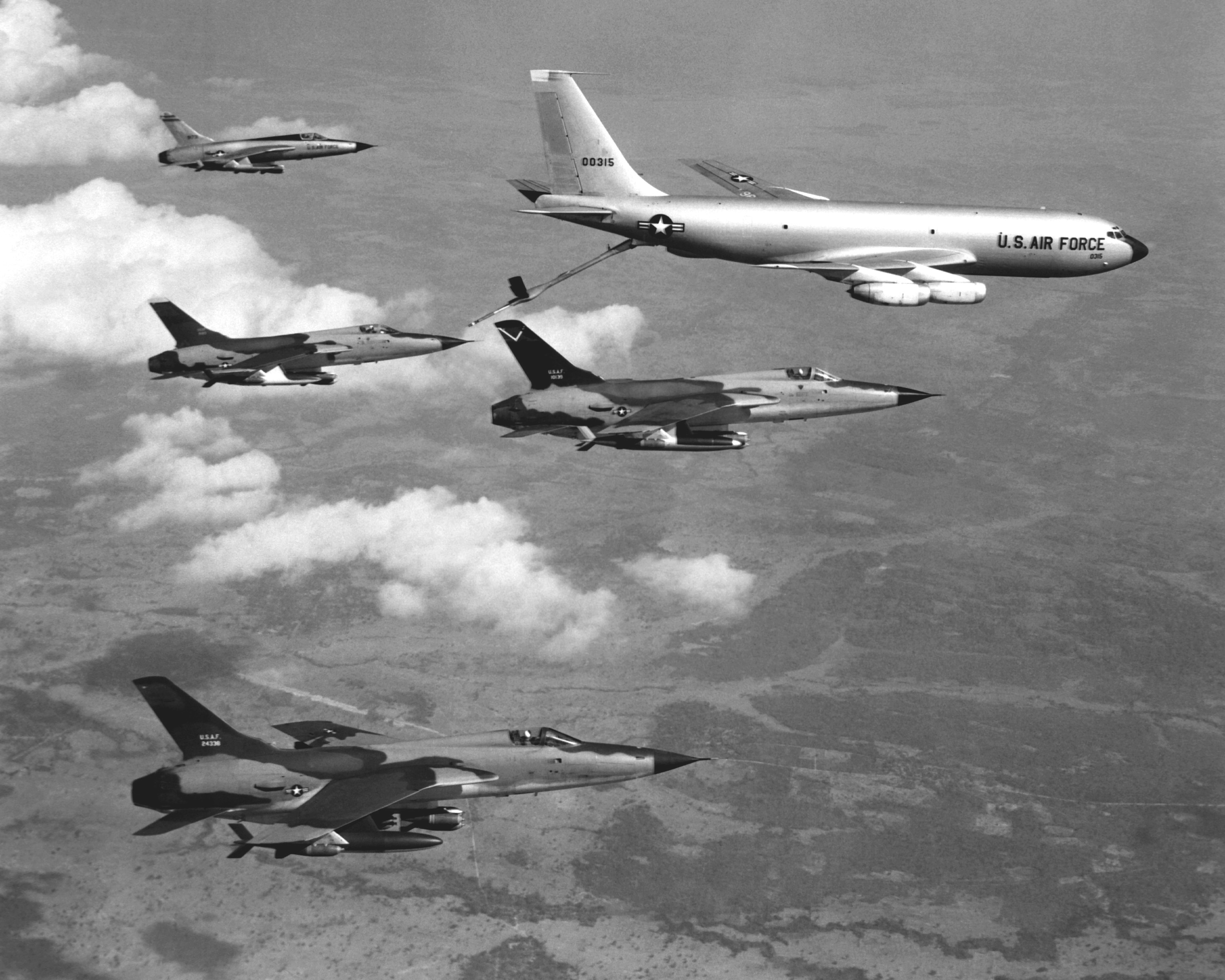
Дозаправка по дороге в Северный Вьетнам. 1965 год

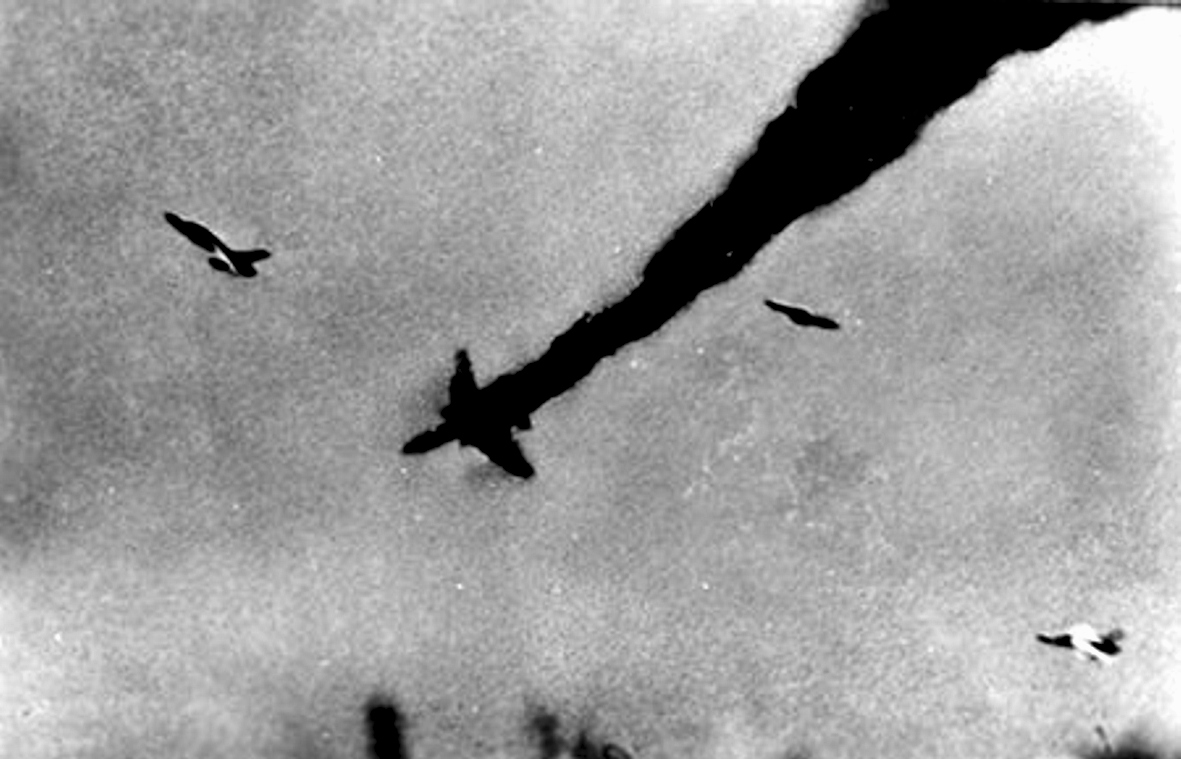
Падение сбитого «Тандерчифа» над Вьетнамом

За время своей службы F-105 не экспортировались в другие страны и приняли участие только в одном вооруженном конфликте — войне США во Вьетнаме. Первыми «Тандерчифами» в Индокитае стали самолёты 36-й тактической истребительной эскадрильи, в августе 1964 года прибывшие на авиабазу Королевских ВВС Таиланда Корат. На протяжении войны F-105 действовали преимущественно с двух авиабаз в Таиланде — Корат и Тахли, хотя в 1965 году некоторое время летали из Дананга (Южный Вьетнам).
Первые четыре года они выполняли боевые задания практически исключительно над Северным Вьетнамом (в рамках воздушной кампании «Rolling Thunder») и Лаосом, и лишь с 1968 года действовали над Южным Вьетнамом.
В первом бою с МиГами 4 апреля 1965 года было потеряно два «Тандерчифа». При этом три МиГа не вернулись на базу, однако «Тандерчифы» к этому никакого отношения не имели. По свидетельству единственного выжившего вьетнамского летчика Чан Ханя, трое его товарищей погибли в ходе воздушного боя в условиях численного превосходства американцев. В американской историографии два потерянных F-105 принято считать первыми потерями от действий северовьетнамской авиации; в то же время во вьетнамских источниках первой победой национальных ВВС считается F-8, сбитый днём ранее (что не подтверждено американцами).
«Тандерчифы» применялись для ударов по наиболее важным военным и экономическим объектам Северного Вьетнама. F-105 были исполнителями всех наиболее известных акций ВВС США над Северным Вьетнамом в период 1965-1968 годов, включая налёты на основную северовьетнамскую нефтебазу в пригороде Ханоя (июнь 1966), металлургический завод в Тхайнгуене (март 1967) и мост Думера в Ханое (август 1967). Холмистая местность севернее Ханоя, использовавшаяся F-105 для незаметного приближения к целям, получила среди пилотов название «Хребет „Тадов“» (Thud Ridge).

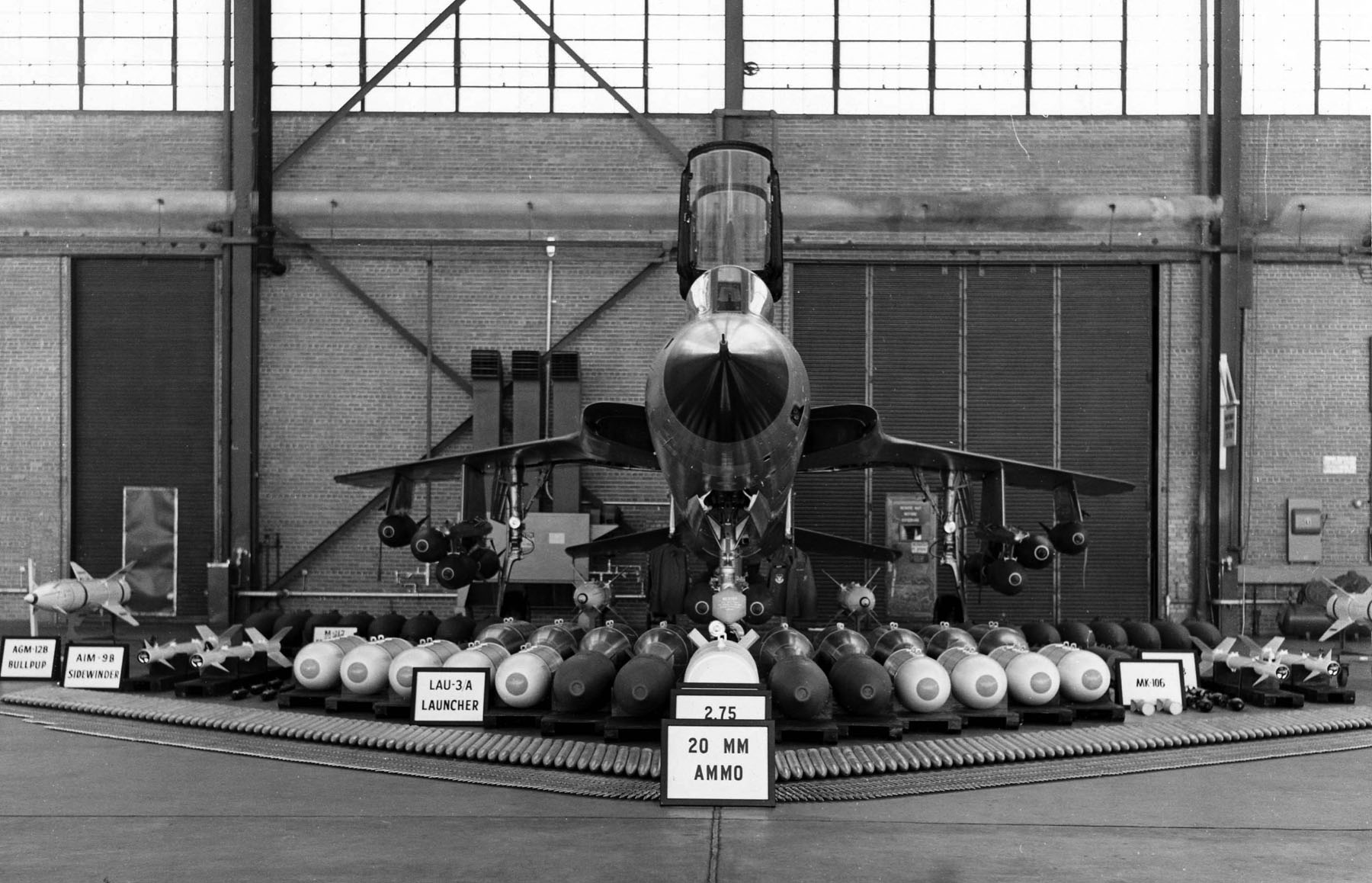
F-105F с комплектом вооружения, август 1964; в том числе боекомплект 20-мм пушки, 70-мм НАР, УР Bullpup и Sidewinder, ФАБ, кассетные бомбы, пусковые установки LAU-3A, подвесные топливные баки.

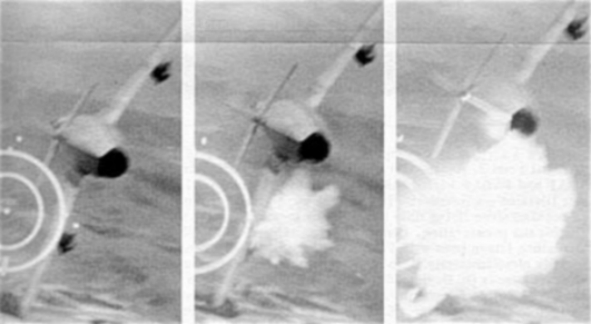
Кадры фотопулемёта F-105, демонстрирующие сбитие северовьетнамского истребителя МиГ-17. В ходе войны «Тандерчифы» одержали от 10 до 27 подтверждённых побед

В течение 10 лет истребитель-бомбардировщик F-105D выполнил почти 75 % всех заданий на бомбардировку, решавшихся в Юго-Восточной Азии (ЮВА) силами ВВС США.
Именно на его базе была разработана концепция «Wild Weasel» — прорыва или подавления систем ПВО противника.
Так, двухместная модификация F-105F с середины 1966 года была задействована для уничтожения позиций зенитно-ракетных комплексов противника в рамках программы «Дикая ласка» (Wild Weasel). В этой роли F-105 сменил не удовлетворявший требованиям программы F-100. С осени 1966 года в распоряжение  летчиков F-105D поступили противорадиолокационные УР AGM-45 Shrike и кассетные боеприпасы CBU-24 — они стали стандартным средством поражения пусковых установок С-75. В качестве «охотников за радарами» «Тандерчифы» участвовали в войне практически до её окончания.
Одноместные F-105D были выведены из Юго-Восточной Азии в 1970—1971 гг., а двухместные F-105G «Wild Weasel» III всё ещё применялись в операции «Linebacker» I в 1972 году.
Поскольку F-105 почти всегда действовали против целей с наиболее сильной системой ПВО во всём Северном Вьетнаме, то они несли тяжёлые потери. Из всех выпущенных F-105D более половины было потеряно в Юго-Восточной Азии. За годы боев в ЮВА минобороны США официально признали потери 395 самолётов F-105. 17—38 F-105D и  F-105F/G сбиты пилотами МиГов, 32 – от огня ЗРК, а остальные 325 – от огня зенитной артиллерии. Еще 51 самолёт был потерян по техническим причинам (в общей сумме приблизительно 45 % от общего числа выпущенных). Потеряв в воздушных боях 17—38 F-105, американским пилотам удалось одержать 10 подтверждённых противоположной стороной воздушных побед, вдобавок F-105 одержал 1 воздушную победу над «самим собой», сбив себя своей же ракетой AIM-9 Sidewinder. Есть ещё цифра 27 из неизвестного источника.
F-105 имел наивысший процентный уровень потерь среди всех применявшихся самолётов в Юго-Восточной Азии.
Оценка проекта
При боевом вылете из Таиланда F-105 должен был совершить две дозаправки в воздухе — одну по пути к цели, другую при возвращении на базу; сказался недостаточный запас топлива. У пилотов F-105 никогда не было запаса топлива для серьёзного воздушного боя, а для поражения воздушных целей они располагали только авиапушкой и в лучшем случае одной ракетой AIM-9. Нарекания со стороны пилотов вызывало и неудобство переключения оружия.
С учётом боевого опыта «Тандерчиф» был доработан, в частности, получил новое катапультируемое кресло и аварийную механическую систему управления. Несмотря на перечисленные недостатки, F-105 обладал очень высокой живучестью для однодвигательного самолёта. К этому добавлялась большая бомбовая нагрузка (эквивалентная бомбовой нагрузке стратегического бомбардировщика B-17 во время Второй мировой войны) и высокая скорость полёта, особенно у земли, делавшая самолёт менее уязвимым. Пилотам нравилась шестиствольная авиапушка M61, эффективная против наземных целей. Одноместные F-105D покинули ТВД в 1970 году, им на смену пришли F-4E Phantom, но уникальные истребители прорыва системы ПВО оставались в ЮВА вплоть до конца войны в 1973 году. За время Вьетнамской войны F-105 полностью изменил свою репутацию и завоевал любовь всех пилотов, летавших на нём; данное этому самолёту прозвище «Тад» утратило своё первоначальное негативное значение.
В дальнейшем ВВС США решило отказаться от использования самолётов F-105 в каких либо дальнейших конфликтах, из за высокого уровня потерь, которые они несут.

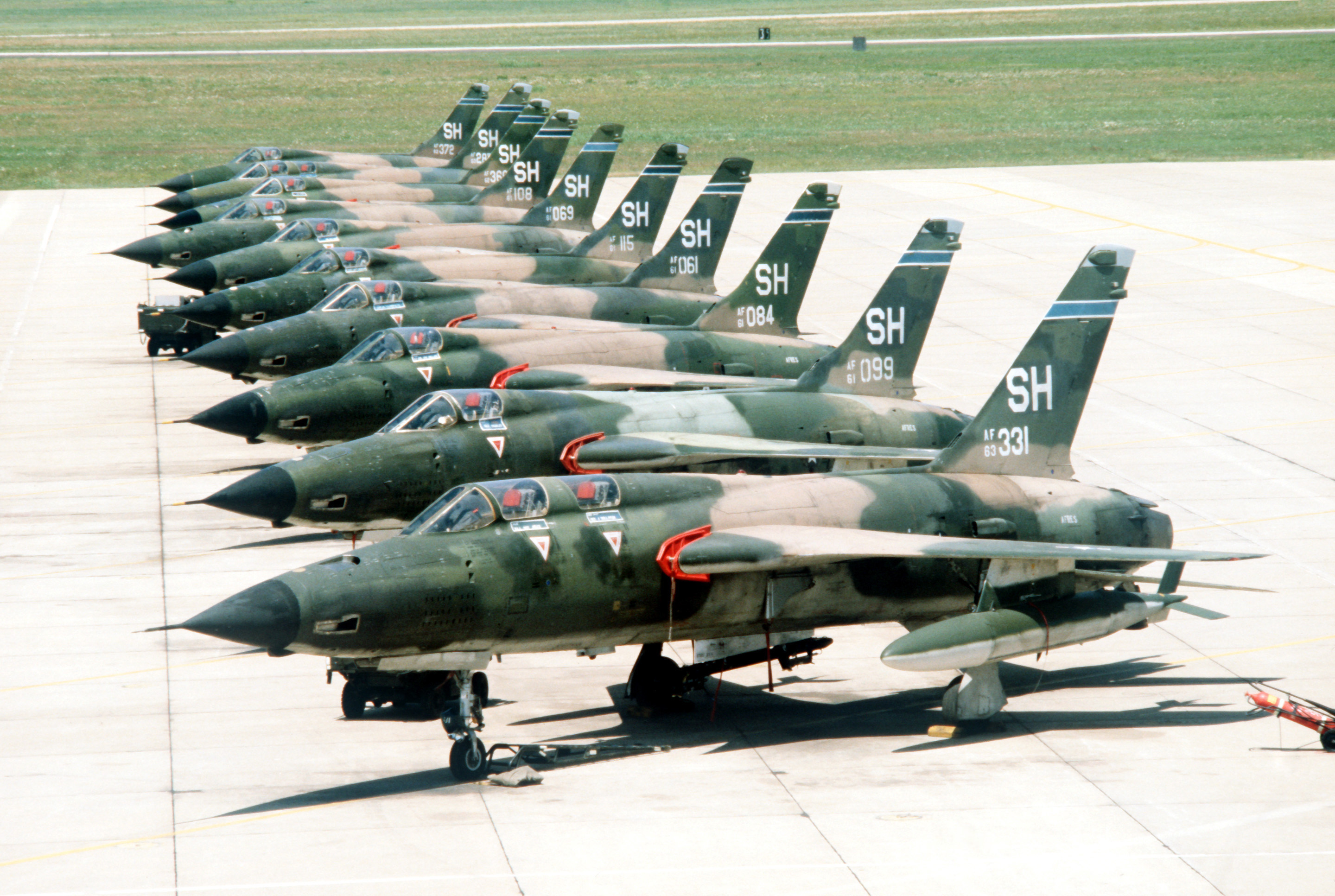
Линейка «Тандерчифов» на Тинкер (авиабаза), 1978 год. На переднем плане и предпоследний — двухместные F-105F, остальные самолёты — одноместные F-105D

F-105 увековечен в песнях, сочинённых советскими военными инструкторами, служившими во Вьетнаме: 

«В 6 часов вечера после войны ты на свиданье со мной приходи, у памятника Марксу тебя я буду ждать, кусок от F-105-го под мышкою держать» (источник — KnigoNosha.net›readbook/1182/11/); 
 
«Кто на Кубе был, Кто в Египте был, Тот давно себе «Москвича» купил. Мы ж везём домой Лишь из пробки шлем, Да кусок крыла "F-105"-го».

## Аварии и катастрофы
Из 833 построенных истребителей-бомбардировщиков F-105 «Тандерчиф» было потеряно 612. С F-105 происходило наивысшее количество аварий и катастроф, больше чем с любым другим самолётом ВВС США.
Другие инциденты
12 марта 1968 года над территорией Германии американский вертолёт OH-23 Raven был «сбит» американским истребителем-бомбардировщиком F-105 «Тандерчиф» — вертолёт попал в реактивную струю самолёта и потерял управление. Пилот старший уорент-офицер Джон Кинней погиб при крушении.

## Тактико-технические характеристики

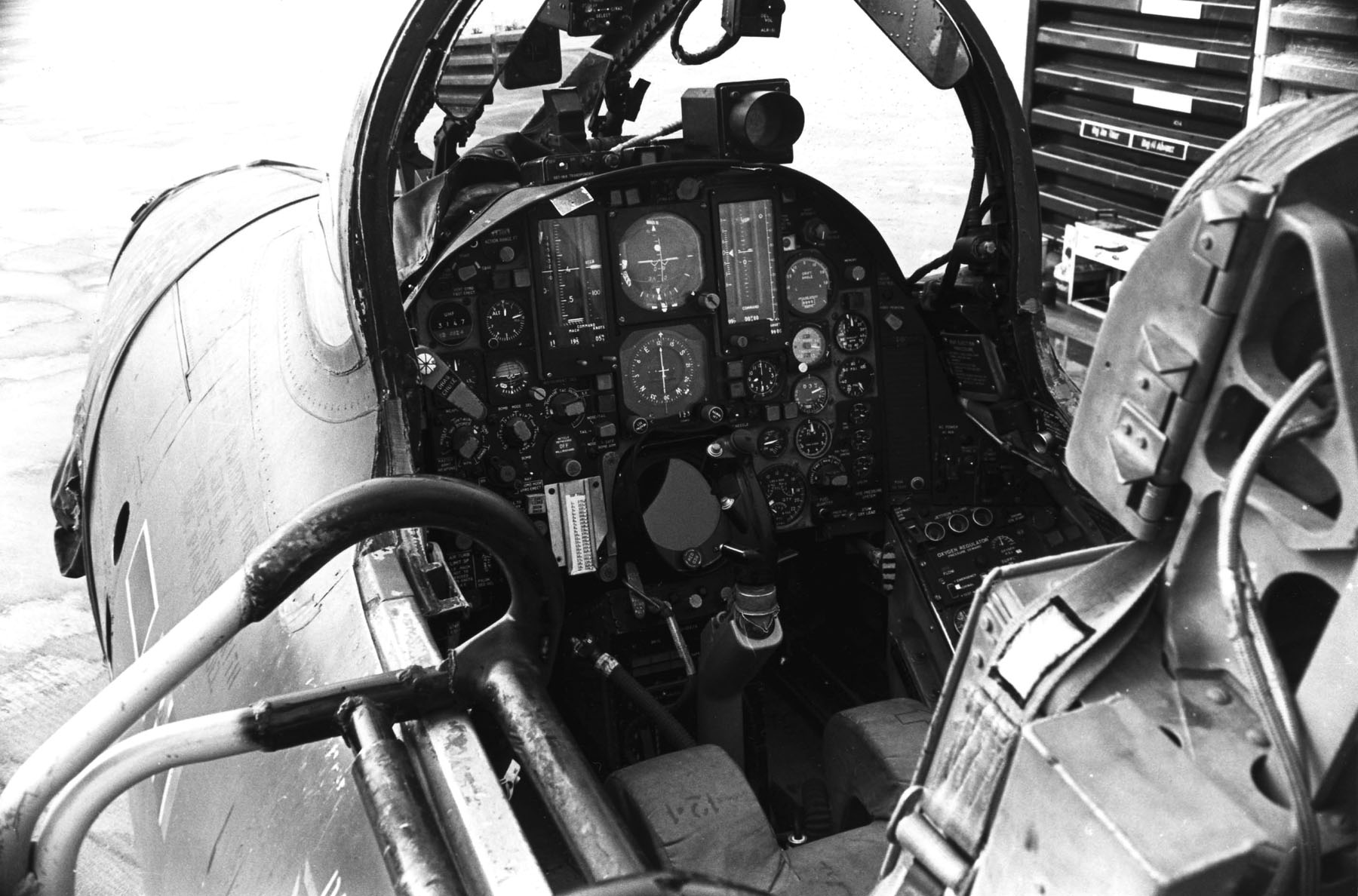
Кабина F-105D Thunderchief

Приведенные характеристики соответствуют модификации F-105D.
Источник данных: Standard Aircraft Characteristics ; Loftin L. K., Jr., 1985.

Технические характеристики
- Экипаж: 1 (пилот)
- Длина: 19,63 м
- Размах крыла: 10,64 м
- Высота: 6,0 м
- Площадь крыла: 35,77 м²
- Стреловидность по линии 1/4 хорд: 45°
- Коэффициент удлинения крыла: 3,18
- Средняя аэродинамическая хорда: 3,5 м
- Профиль крыла: NACA 65A-005.5 корень крыла, NACA 65A-003.7 законцовки
- Колея шасси: 5,27 м
- Масса пустого: 12 181 кг
- Масса снаряжённого: 13 123 кг
- Нормальная взлётная масса: 22 215 кг (с 1×B28IN в бомбоотсеке)
- Максимальная взлётная масса: 23 967 кг
- Максимальная посадочная масса: 23 150 кг
- Масса в бою: 16 165 кг
- Масса топлива во внутренних баках: 3420 кг (+ 5720 кг в ПТБ)
- Объём топливных баков: 4391 л (+ 7344 л в ПТБ)
- Силовая установка: 1 × ТРДФ Pratt & Whitney J75-P-19W
  - Бесфорсажная тяга: 1 × 71,6 кН (7303 кгс) (максимальная)
    - нормальная: 1 × 63,6 кН (6486 кгс)

  - Форсажная тяга: 1 × 109 кН (11113 кгс)
    - со впрыском воды: 1 × 117,9 кН (12020 кгс)

  - Длина двигателя: 6,59 м
  - Диаметр двигателя: 1,09 м
  - Сухая масса двигателя: 2699 кг
- Коэффициент лобового сопротивления при нулевой подъёмной силе: 0,0173
- Эквивалентная площадь сопротивления: 0,618 м²

Лётные характеристики
- Максимальная скорость: 2208 км/ч (на высоте 11000 м)
  - у земли: 1345 км/ч
- Крейсерская скорость: 939 км/ч
- Скорость сваливания: 334 км/ч (при нормальной взлётной массе)
- Боевой радиус: 1252 км (с 1×B28IN в бомбоотсеке, 2×1703 л и 1×2461 л ПТБ)
  - BOLT-117 ПТБ и дополнительным баком в бомбоотсеке: 937 км
  - с 16×BOLT-117 и дополнительным баком в бомбоотсеке: 513 км
- Перегоночная дальность: 3550 км (с максимальным запасом топлива)
- Практический потолок: 12 558 м (при 0,5 м/с)
- Боевой потолок: 14 783 м (при 2,54 м/с)
- Скороподъёмность: 172,7 м/с
- Время набора высоты:
  - 6096 м за 5,9 мин
  - 9144 м за 10,15 м
- Нагрузка на крыло: 621 кг/м² (при нормальной взлётной массе)
- Тяговооружённость: 0,33 / 0,5 (на максимале / с форсажем)
- Длина разбега: 1301 м (при нормальной взлётной массе)
- Длина пробега: 1327 м / 724 м (без / с тормозным парашютом)
- Аэродинамическое качество: 10,4

Вооружение
- Стрелково-пушечное: 1 × 20 мм пушка М61 с 1028 патр.
- Точки подвески: 5 (4 под крылом, 1 под фюзеляжем) + бомбоотсек
- Управляемые ракеты:  
  - ракеты «воздух-земля»: 2-4 × AGM-12 и/или 2 × AGM-45
  - ракеты «воздух-воздух»: 4 × AIM-9
- Неуправляемые ракеты: 6 × 7×70 мм ракет в блоках LAU-32/59  или 19×70 мм ракет в блоках LAU-3/18
- Бомбы: свободнопадающие:
  - ядерные:
    - в бомбоотсеке: 1 × MK-28 или MK-43
    - на подвесках:
      - 3 × MK-28, MK-43 или MK-61
      - 1 × MK-57

  - фугасные:
    - 16 × 241 кг Mk 82 или 340 кг M117
    - 9 × 460 кг Mk 83
    - 3 × 925 кг Mk 84 или 1361 кг M118
    - 5 × 340 кг M117R/D

  - зажигательные с напалмом:
    - 9 × 340 кг BLU-1/B или M116
    - 8 × 340 кг BLU-27

  - химические:
    - 16 × 340 кг MC-1 с зарином
    - 8 × 340 кг BLU-52 со слезоточивым газом

  - касетные: 15 × SUU-30 (CBU-24/29/49/53/54)
  - агитационные: 16 × M129